# Саут Огдън
Южен Огдън (на английски: South Ogden) е град в окръг Уебър, щата Юта, САЩ. Южен Огдън е с население от 14 377 жители (2000) и обща площ от 9,5 km². Намира се на 1356 m надморска височина. ЗИП кодът му е 84403, а телефонният му код е 801.